# Pompeo Angelotti
Pompeo Angelotti (Rieti, 1º novembre 1611 – Sezze, 2 marzo 1667) è stato uno storico e vescovo cattolico italiano.

## Biografia
Di nobile famiglia, nacque a Rieti da Girolamo e Luisa Catilina. Studiò diritto, divenendo dottore in utroque iure, e intraprese la vita sacerdotale.
Dopo aver saputo che il cardinale Gianfrancesco Guidi di Bagno sarebbe stato nominato vescovo di Rieti iniziò a scrivere la Descrittione della città di Rieti, opera che dedicò al cardinale e pubblicò nel 1635 a Roma dopo le ultime correzioni ed ampliamenti in cui fu aiutato da Gabriel Naudé. Quest'opera, costituita di nove capitoli, contiene molte notizie sulla topografia e sui monumenti della città, nonché una cronotassi dei vescovi reatini; insieme al De antiquitatibus Italiae et urbis Reatis di Mariano Vittori e all'Erario reatino di Loreto Mattei ci fornisce un quadro completo della Rieti dell'epoca. Fu un punto di riferimento per la storiografia locale e non, che spesso utilizzò il suo lavoro come punto di partenza per ulteriori ricerche, come nel caso di Ferdinando Ughelli per la sua Italia Sacra. La Descrittione fu tradotta in latino e annotata dall'Havercamp nella Collezione Burman ed in quella del Tesoro delle antichità del Grevio.
Nel 1636 ottenne i benefici di San Giovanni nel duomo di Rieti e di Santa Maria del Monumento a Castel Rocchiano. In seguito ottenne il canonicato presso il duomo di Rieti; nel 1638 divenne uditore e commissario della Prefettura degli Archivi a Roma e, nel 1643, canonico teologo del capitolo del duomo reatino. Fu inoltre luogotenente del governatore di Roma.
Dal 1646 al 1653 fu commissario generale della Reverenda Camera Apostolica del Ducato di Ferrara. Nel ducato estense, dal 1647 al 1658, si occupò della realizzazione di una grande mappa delle valli di Comacchio, tesa a legittimare il dominio della Santa Sede su quei territori e a screditare le pretese estensi; la carta è oggi considerata un capolavoro sia per la ricchezza di dettagli che per il suo valore artistico. L'Angelotti raccolse le motivazioni storiche e giuridiche che nel contenzioso favorivano la Santa Sede in una relazione pubblicata nel 1658.
Tornato a Rieti, nel 1660 ottenne il canonicato della chiesa di San Michele Arcangelo.
Il 15 dicembre 1664 fu nominato vescovo di Terracina, Sezze e Priverno da papa Alessandro VII, incarico che mantenne per poco più di due anni fino alla morte. È sepolto nella basilica cattedrale di Santa Maria di Sezze; la sua tomba riporta l'iscrizione:

## Opere
- Descrittione della città di Rieti, Roma, 1635. URL consultato il 13 aprile 2016.
- Diluciadazione sopra la pianta delle Valli di Comacchio, 1658. URL consultato il 18 dicembre 2016.